# Округ Јунион (Арканзас)
Округ Јунион (енгл. Union County) је округ у америчкој савезној држави Арканзас. По попису из 2010. године број становника је 41.639. Седиште округа је град El Dorado.

## Демографија
Према попису становништва из 2010. у округу је живело 41.639 становника, што је 3.990 (8,7%) становника мање него 2000. године.
| Група             | 2000.          | 2010.          |
| Белци             | 29.950 (65,6%) | 25.722 (61,8%) |
| Афроамериканци    | 14.587 (32,0%) | 13.721 (33,0%) |
| Азијати           | 182 (0,4%)     | 207 (0,5%)     |
| Хиспаноамериканци | 520 (1,1%)     | 1.460 (3,5%)   |
| Укупно            | 45.629         | 41.639         |